# Червячная передача

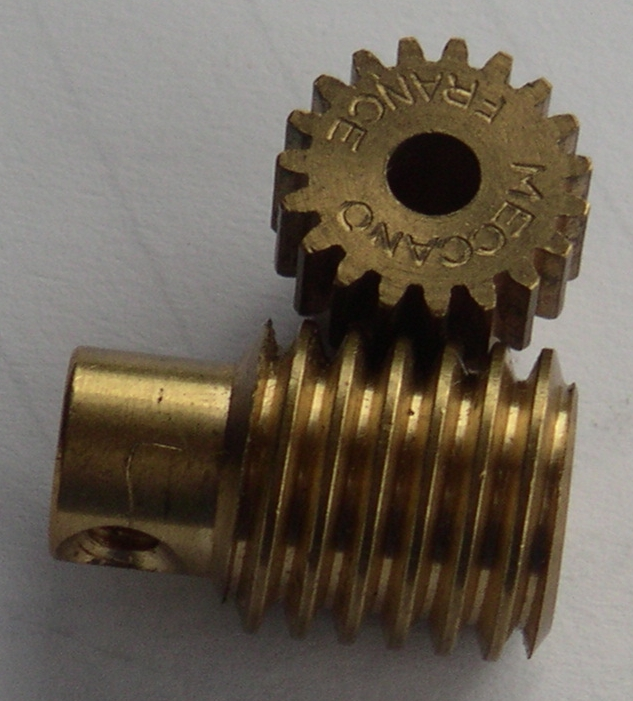

Червя́чная переда́ча (зубчато-винтовая передача) — механическая передача, осуществляющаяся зацеплением червяка и сопряжённого с ним червячного колеса (для преобразования угловой скорости и усилия вращения) или гайки (для линейных перемещений). Червячный привод или «бесконечный винт» был изобретён Архитом Терентским, Аполлонием Пергским или Архимедом, причём последний из них считается наиболее вероятным автором. Червячный двигатель позже появился на Индийском субконтиненте, где он использовался в хлопкоочистительных машинах во времена Делийского султаната в тринадцатом или четырнадцатом веках. Одним из основных преимуществ червячных приводов является то, что они могут передавать движение под углом 90 градусов, и при этом обеспечивает большие передаточные отношения при малой металлоёмкости.

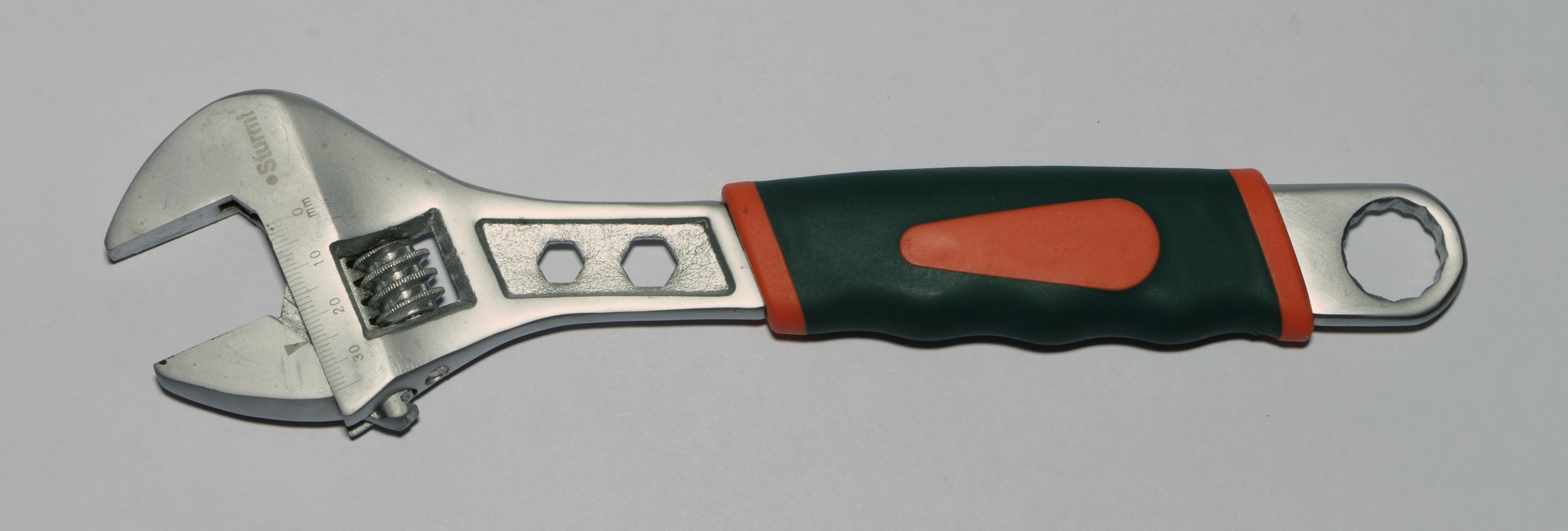
Разводной ключ имеет червячную передачу

## Конструкция
Червяк представляет собой винт со специальной резьбой, в случае эвольвентного профиля колеса форма профиля резьбы близка к трапецеидальной. На практике применяются однозаходные, двухзаходные и четырёхзаходные червяки. Чаще всего входной вал и червяк представляют собой единую деталь — вал-червяк. Чаще всего материалами для таких деталей служат твёрдые стали, легированные хромом, такие как 40Х или 45Х, подвергнутые специальной термообработке с поверхностным упрочением.
Червячное колесо представляет собой зубчатое колесо со специальной формой зубьев, "обнимающих" червяк. В технологических целях червячное колесо, как правило, изготавливают составленным из двух материалов: венец — из дорогого и не слишком мягкого антифрикционного материала (например, из бронзы), а сердечник — из более дешёвых и прочных сталей или чугунов, но в небольших механизмах часто детали изготавливаются полностью из бронзы, как показано на фото в статье. Венец может быть припаян к колесу, либо быть закреплённым на нём с помощью болтовых соединений, либо с помощью винтов, также может быть соединён с помощью посадки с натягом.
Входной и выходной валы передачи скрещиваются, в подавляющем большинстве случаев (но не всегда) под прямым углом.
Червячный редуктор чаще всего имеет нижнее расположение входного вала (вала-червяка), при этом, извлечь его можно через отверстие, из которого предварительно извлекаются подшипники или стаканы с ними, и манжетные уплотнения, корпус имеет горизонтальный фланцевый разъем в плоскости оси вала червячного колеса, что позволяет легко извлечь узел тихоходного вала вместе с подшипниками и колесом. В корпус редуктора заливается масло для обеспечения смазки и охлаждения мест зацепления, на входном валу находятся разбрызгиватели в виде небольших колёс с лопатками, которые разбрызгивают масло на зубья колеса. Для контроля уровня масла может быть предусмотрен щуп (как в автомобильном картере), либо смотровое окошко в корпусе. В нижней части корпуса есть сливная пробка для слива масла.

Червячная передача с четырёхзаходным червяком и зубчатым колесом

## Функционирование
Передача предназначена для существенного увеличения крутящего момента и, соответственно, уменьшения угловой скорости.
Ведущим звеном является червяк.
Червячная передача без смазки и вибрации обладает эффектом самоторможения и является необратимой: если приложить момент к ведомому звену (зубчатому колесу), из-за сил трения передача работать не будет. Однако это свойство начинает проявляться при передаточных числах от 35 и выше. Хотя более корректно говорить не о передаточном числе, а об угле подъёма червяка, при уменьшении которого в определённый момент возникает самоторможение. Полное самоторможение достигается в передаче, в которой угол подъёма винтовой линии червяка равен или меньше 3,5°. При большем угле, если начать вращать червячное колесо, то оно начнёт проворачивать и сам червяк.
Передаточные отношения червячной передачи закладываются в пределах от 8 до 100, а в некоторых случаях — до 1000.

## Достоинства и недостатки
- Достоинства:
  - Плавность работы;
  - Малошумность;

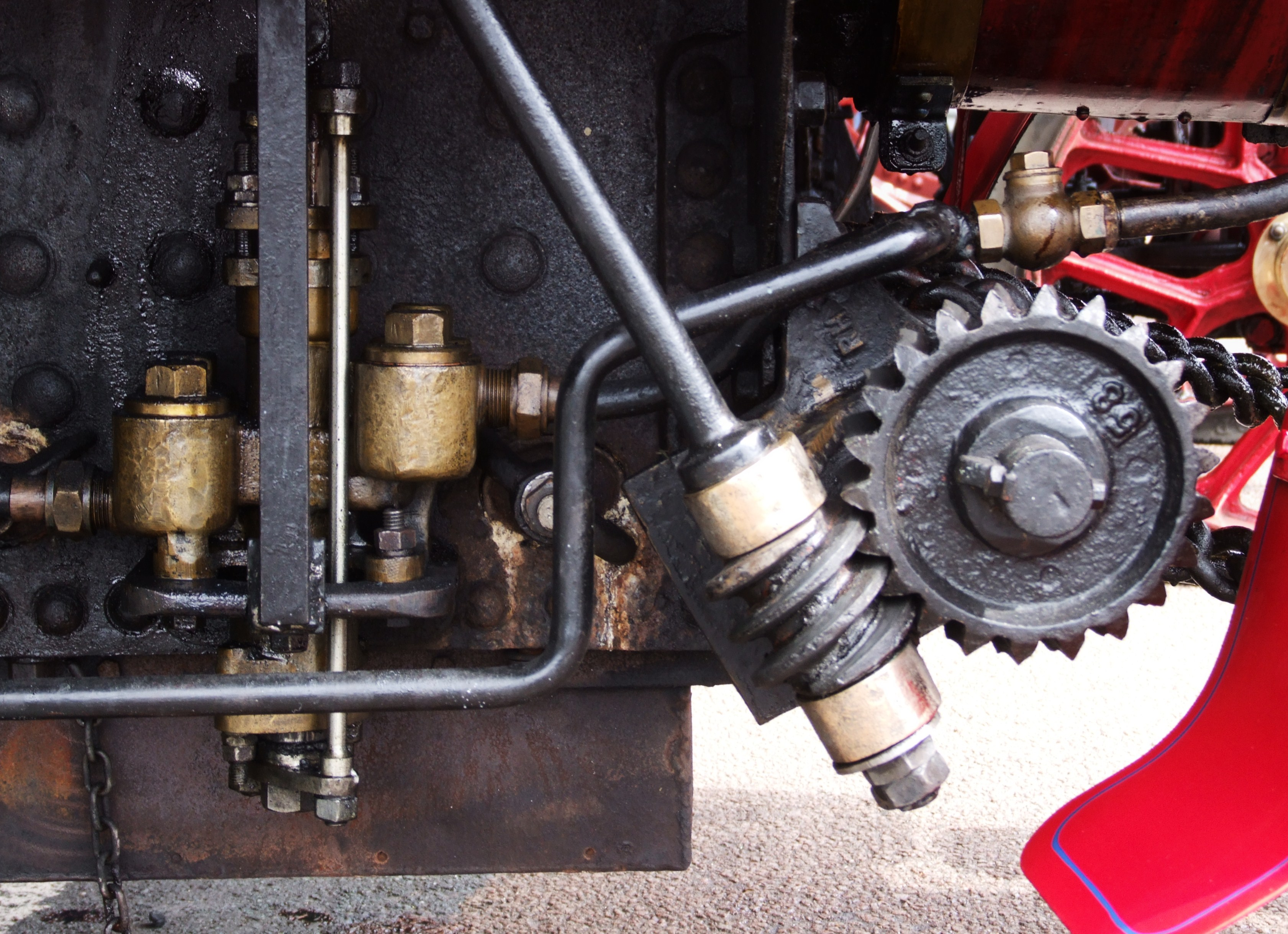
Червячная передача обладает эффектом самоторможения и является необратимой, что делает её идеальной для тяжёлых рулевых механизмов, как показано здесь, на старом паровом грузовике Foden

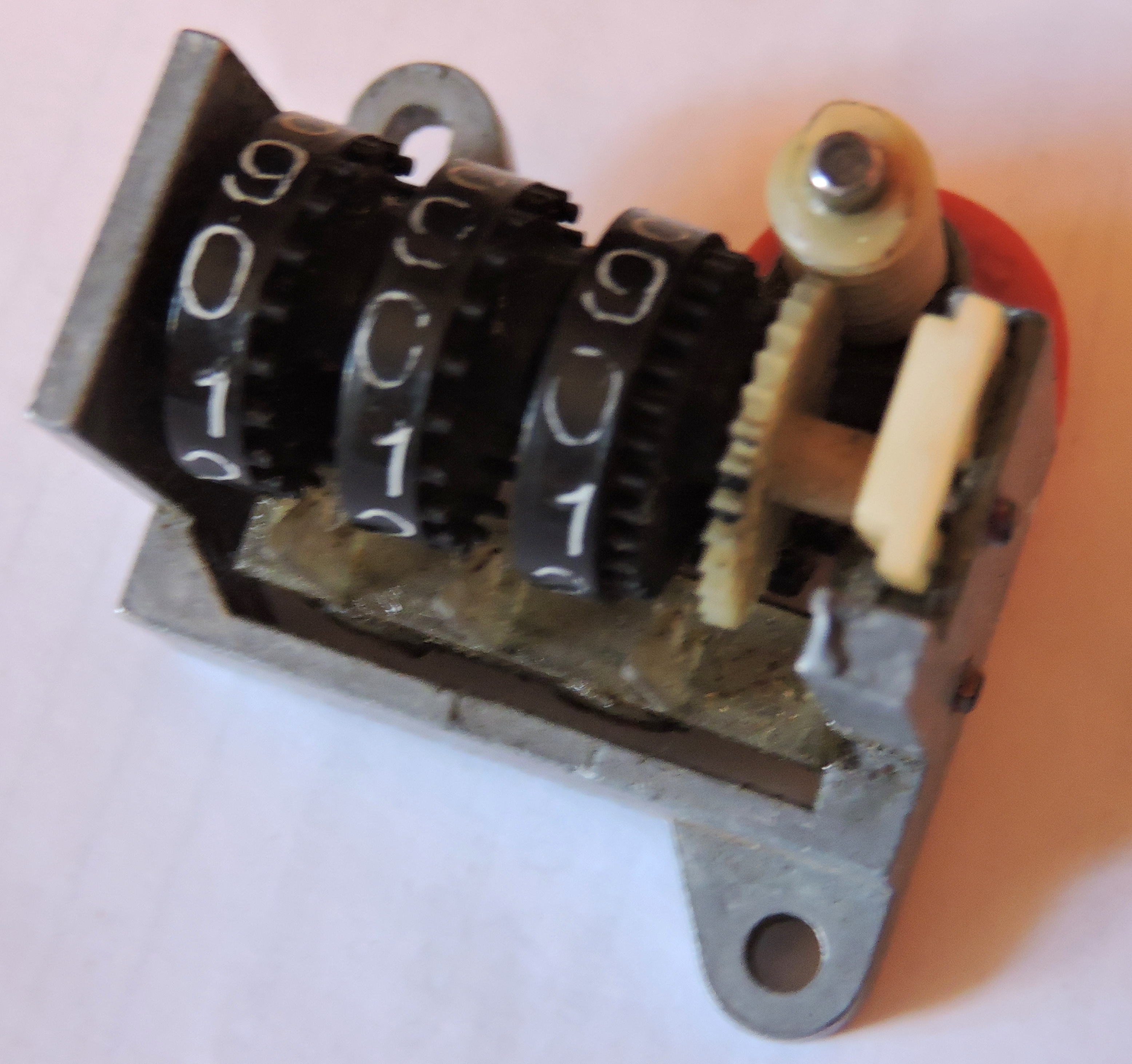
Механический счётчик имеет червячную передачу

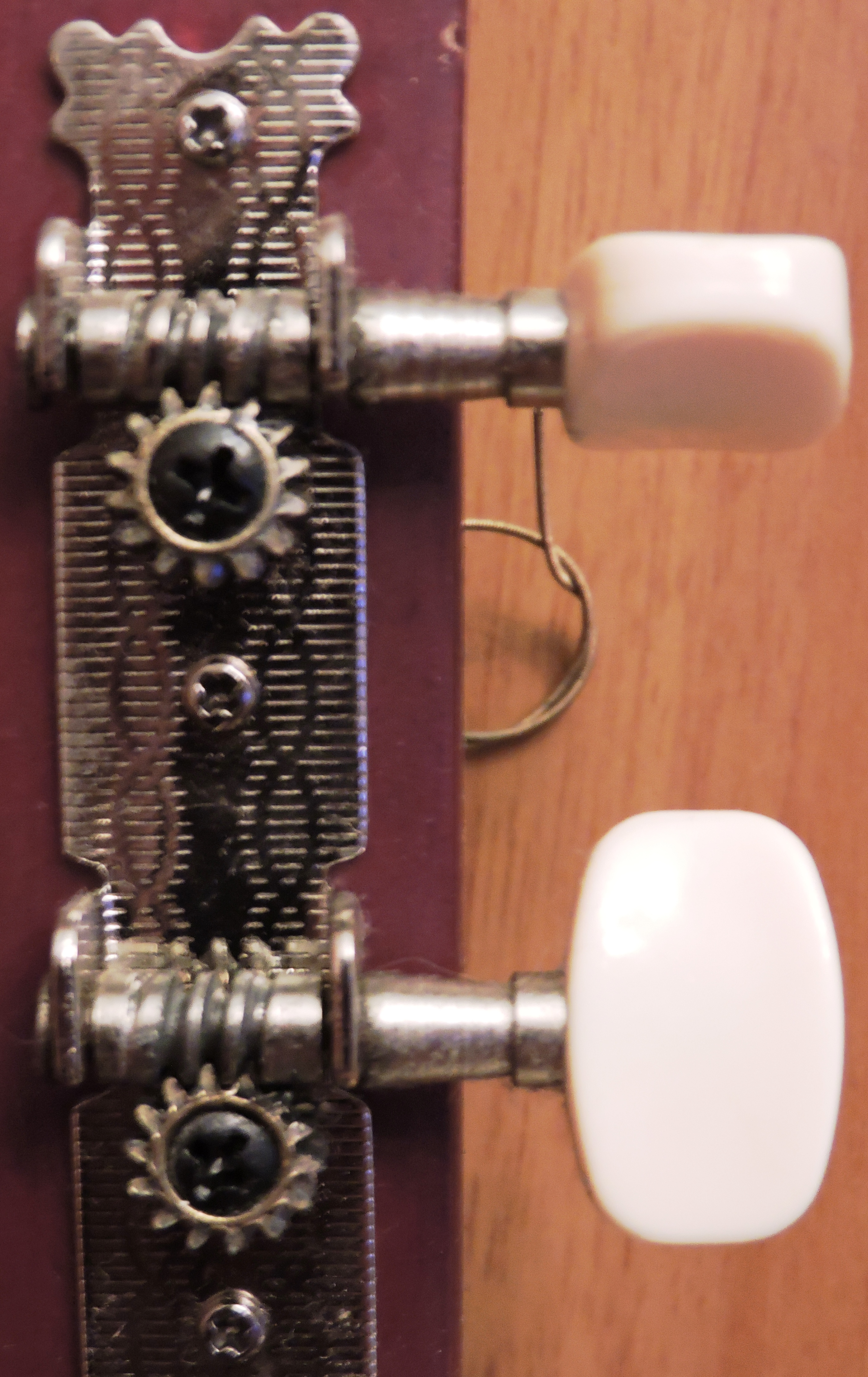
Гитарные колки также имеют червячную передачу

  - Большое передаточное отношение одной ступени, — червячные редукторы с большим передаточным числом значительно компактнее и легче, чем обладающие тем же передаточным отношением цилиндрические, и менее материалоёмки;
  - Самоторможение — при некоторых передаточных отношениях;
  - Повышенная кинематическая точность.
- Недостатки:
  - Повышенные требования к точности сборки, необходимость точной регулировки, необходимость конструктивно предусматривать возможность такой регулировки.
  - При некоторых передаточных соотношениях передача вращения возможна только в одном направлении — от червяка к колесу (для некоторых механизмов может считаться достоинством).
  - Существенное взаимное проскальзывание рабочих поверхностей, отсюда:
    - Высокие требования к геометрической точности и прочности поверхностей трения;
    - Сравнительно низкий КПД (целесообразно применять при мощностях менее 100 кВт);
    - Большие потери на трение с тепловыделением, необходимость специальных мер по интенсификации теплоотвода - в некоторых случаях требуется конструктивно предусмотреть наличие вентилятора на быстроходном валу, оребрённый корпус, использовать датчики температуры;
    - Повышенный износ и склонность к заеданию;
    - Высокая чувствительность к абразивным частицам в смазочном материале, что приводит к очень быстрому износу венца колеса, выполненного из мягкого антифрикционного материала;
    - Необходимость компенсации осевых усилий, возникающих в опорах червячного вала - применение роликовых конических подшипников качения.

Указанные недостатки обусловлены связанной с геометрией передачи невозможностью получения жидкостного трения.

## Классификация
Червяки различают по следующим признакам:
- по форме образующей поверхности:
  - цилиндрические;
  - глобоидные.
- по направлению линии витка:
  - правые;
  - левые.
- по числу заходов резьбы:
  - однозаходные;
  - многозаходные.
- по форме винтовой поверхности резьбы:
  - с архимедовым профилем;
  - с конволютным профилем;
  - с эвольвентным профилем;
  - трапецеидальный.

Зубчатые колёса различают по следующим признакам:
- по профилю зуба:
  - прямой — (контакт по точке, малонагруженные передачи);
  - вогнутый — «охватывающий» червяк (контакт по линии);
  - роликовый — зубья вырожденного сектора заменены гребневым роликом.
- по типу зубчатого колеса:
  - полное колесо (с передачей непрерывного вращения);
  - зубчатый сектор (с поворотом сектора на ограниченный угол);
  - вырожденный сектор с роликом (в паре с глобоидальным червяком — рабочая длина сектора меньше рабочей длины червяка, возможна передача большого момента).

## Применение
Червячная передача главным образом применяется в червячных редукторах.
Достаточно часто червячные передачи используются в системах регулировки и управления — самоторможение обеспечивает фиксацию положения, а большое передаточное отношение позволяет достичь высокой точности регулирования (управления) и (или) использовать низкомоментные двигатели. Весьма распространенное применение пары типа «глобоидальный червяк с роликовым сектором» — рулевое управление автомобилей.
Благодаря этим же характеристикам червячные передачи и червячные редукторы широко применяются в подъёмно-транспортных машинах и механизмах (например, лебёдках, а также для лифтов).
Часто в виде червячной пары изготавливаются механизмы натяжения струн (колковая механика) музыкальных инструментов, например, гитары. В данном применении полезным оказывается эффект самоторможения (необратимость).